# Vzporedni mehanizem globoke države
Vzporedni mehanizem globoke države je knjiga slovenskega ekonomista in publicista Rada Pezdirja iz 2021. V delu s pomočjo arhivskega gradiva raziskuje vzpostavitev vzporedne ekonomije v času Jugoslavije in njene vplive v samostojni Sloveniji.
Avtor s primeri pranja denarja, fiktivnega lastništva in poslovanja v davčnih oazah razvija tezo, da sta Komunistična partija Slovenija in Služba državne varnosti po drugi svetovni vojni prek Italije in Avstrije vzpostavila vzporedni mehanizem, ki zajema tako ekonomijo kot bančništvo. Ta naj bi se po osamosvojitvi zaradi monopolne privatizacije, pristranskosti organov pregona in neučinkovitosti finančnih regulatorjev ohranila, omrežje pa je še vedno prisotno v zdravstvu in medijih.